# Rio Marombas
Rio Marombas är ett vattendrag i Brasilien.   Det ligger i delstaten Santa Catarina, i den södra delen av landet, 1 300 km söder om huvudstaden Brasília.
I omgivningarna runt Rio Marombas växer huvudsakligen savannskog. Runt Rio Marombas är det mycket glesbefolkat, med 6 invånare per kvadratkilometer.